# Кондото
Кондото (исп. Condoto) — город и муниципалитет на западе Колумбии, на территории департамента Чоко. Входит в состав субрегиона Сан-Хуан.

## История
Поселение, из которого позднее вырос город, было основано в 1758 году доном Луисом Лосано Списьоном. Муниципалитет Кондото был выделен в отдельную административную единицу в 1892 году.

## Географическое положение
Город расположен в юго-восточной части департамента, к западу от горного хребта Западная Кордильера, на левом берегу реки Кондото (бассейн реки Сан-Хуан), на расстоянии приблизительно 64 километров к югу от города Кибдо, административного центра департамента. Абсолютная высота — 62 метра над уровнем моря.
Муниципалитет Кондото граничит на севере с территорией муниципалитета Рио-Иро, на западе — с муниципалитетом Медио-Сан-Хуан, на юге — с муниципалитетом Новита, на востоке — с муниципалитетом Сан-Хосе-дель-Пальмар. Площадь муниципалитета составляет 890 км².

## Население
По данным Национального административного департамента статистики Колумбии, совокупная численность населения города и муниципалитета в 2015 году составляла 14 660 человек.
Динамика численности населения муниципалитета по годам:
| 2005   | 2006   | 2007   | 2008   | 2009   | 2010   | 2011   | 2012   | 2013   | 2014   | 2015   |
| ------ | ------ | ------ | ------ | ------ | ------ | ------ | ------ | ------ | ------ | ------ |
| 13 098 | 13 218 | 13 358 | 13 507 | 13 673 | 13 840 | 14 003 | 14 173 | 14 328 | 14 490 | 14 660 |

Согласно данным переписи 2005 года мужчины составляли 48,5 % от населения Кондото, женщины — соответственно 51,5 %. В расовом отношении негры, мулаты и райсальцы составляли 95,6 % от населения города; белые и метисы — 4,1 %; индейцы — 0,3 %.
Уровень грамотности среди всего населения составлял 85 %.

## Экономика
Основу экономики составляют лесозаготовка, добыча золота и платины, а также сельское хозяйство.

## Транспорт
Через город проходит национальное шоссе № 13 (исп. Ruta Nacional 13).